# Barú
Pour l’article homonyme, voir Baru.

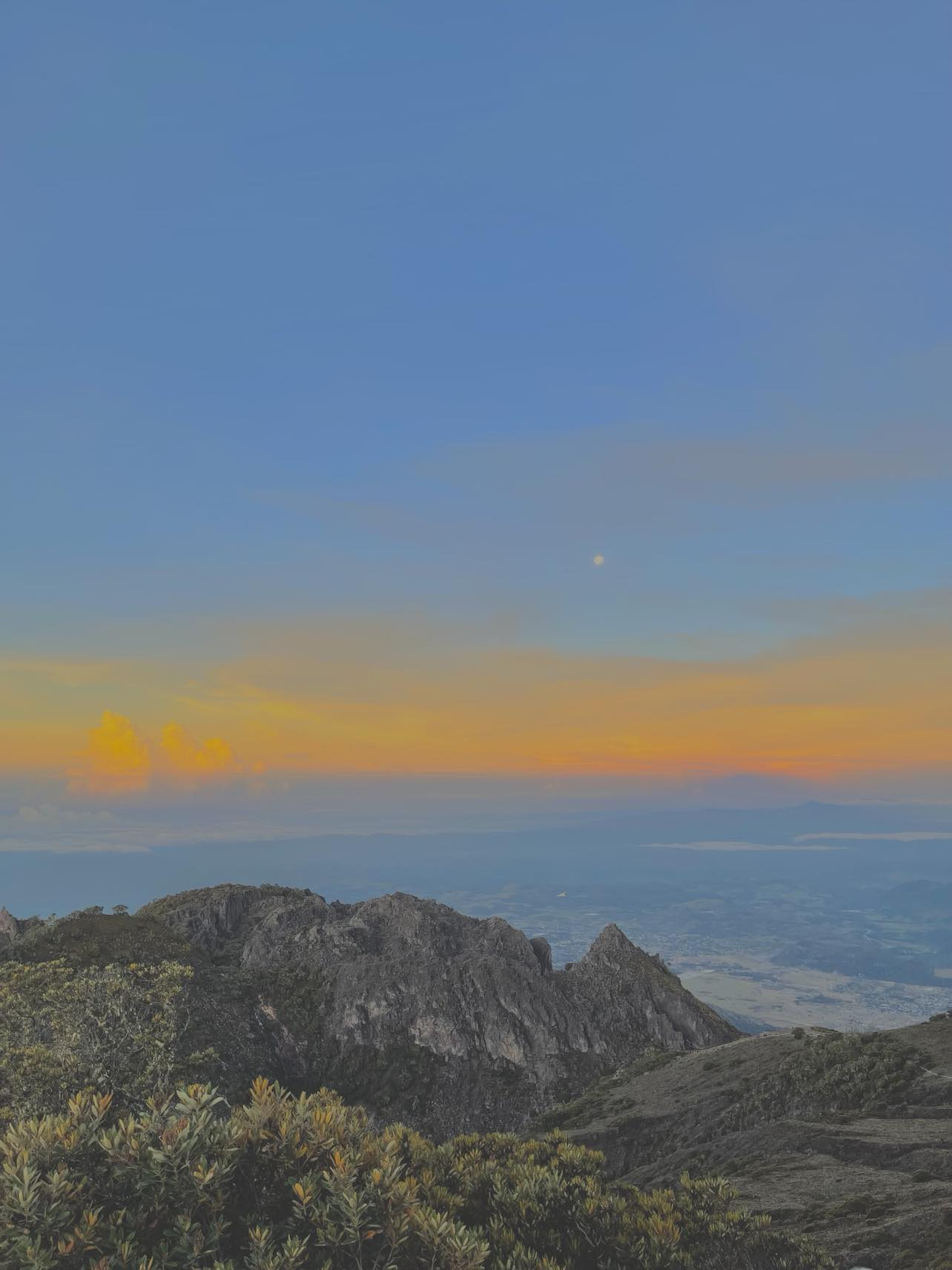
Vue du sommet du volcán Barú au lever du soleil.

Le Barú ou Volcán de Chiriquí est un volcan endormi de la cordillère de Talamanca, à l'Ouest du Panama. Il constitue le point culminant du pays avec 3 474 mètres d'altitude. Sa riche végétation est protégée au nord par un parc national.

## Toponymie
Le volcan Barú est parfois aussi appelé Volcán de Chiriquí, du nom de la province où il se situe.

## Géographie

### Localisation
Le volcan est situé au sud-est de la cordillère de Talamanca, chaîne de montagne de l'Amérique centrale qui s'étend sur les États du Panama et du Costa Rica et qui comprend les points culminants de ces deux pays, celui du Costa Rica étant le Cerro Chirripó. Il est situé à environ 35 km de la frontière. Il appartient au district de Bugaba, dans l'ouest de la province de Chiriquí. Les hautes terres sont fertiles et abondamment arrosées par les deux principaux fleuves, Chiriquí y Caldera, qui prennent leur source dans le Barú.

### Géologie et activité volcanique
Le Barú est un stratovolcan essentiellement andésitique. La caldeira de six kilomètres de diamètre a été formée par un important glissement de terrain d'origine volcanique. Des dômes de lave ont émergé ensuite à l'intérieur de la caldeira, dont certains ont dépassé la hauteur du cratère. La structure géologique actuelle provient de la pétrification du magma qui s'est écoulé de manière importante lors de la dernière éruption.
Le volcan a connu quatre phases éruptives durant les 1 600 dernières années, la plus récente s'étant sans doute produite il y a 400 ou 500 ans, selon les datations au carbone qui ont été réalisées. Des études géologiques d'un lac proche du volcan ont estimé que les éruptions s'étaient produites aux alentours des années 250, 1030 et 1380. Montessus de Ballore, en 1884, évoquait une éruption au milieu du XVIe siècle. Si aucun récit n'a été rapporté à ce sujet, des peintures de cette époque coloniale de même que des fouilles archéologiques réalisées dans les années 1970 attestent cette date.
Le Barú reste un volcan potentiellement actif et les scientifiques n'excluent pas une éruption dans un futur même proche, vraisemblablement précédée d'une activité sismique ou de glissements de terrain. Des secousses ont été enregistrées en 2006 et de nouveaux instruments de mesure ont été installés sur le volcan. En cas de réveil du volcan, son activité pourrait se prolonger sur de nombreuses années et la vie à proximité s'avérerait dangereuse.

### Hydrographie
De nombreux cours d'eau prennent leur source sur les pentes du volcan : río Macho de Monte, río Chiriqui Viejo, río Chaspa, Rio Quisigá, rio Gariché, río Majagua, río Chirigagua, río David, río Cochea, río Caldera. Tous se jettent dans l'océan Pacifique.

### Climat
La température au sommet du volcan peut parfois descendre en dessous de 0 °C et la formation de givre est fréquente durant la saison sèche. Ce n'est pourtant que très occasionnellement que l'on peut apercevoir de la neige sur la cime.

### Faune et flore
Plusieurs variétés de plantes endémiques se trouvent sur le volcan Barú et dans le parc national qui l'entoure, comme la mûre sauvage (Rubus praecipuus) ou les orchidées (Stelis montana, Hoffmania areolata et Anthurium chiriquense). L'arbre dominant est le chêne, en particulier le Quercus copeyensis.
La faune est surtout aviaire, 250 espèces y ont été répertoriées : le Quetzal resplendissant est l'un des animaux les plus symboliques de la région, de même que le Grand Hocco. Au pied du volcan vivent les mammifères suivants : le pécari à collier, le paca, le coati, le puma et on aperçoit parfois le daguet rouge.

## Histoire
Des recherches archéologiques ont montré la présence de peuplements aux abords du volcan Barú entre les années 300 av. J.-C. et 600 apr. J.-C., une éruption étant responsable du départ de ses habitants, qui se sont alors réfugiés sur la côte caribéenne, à proximité de Boca del Drago. Un musée (en) situé à 6 km du volcan retrace l'histoire archéologique de la région.

## Écologie et tourisme

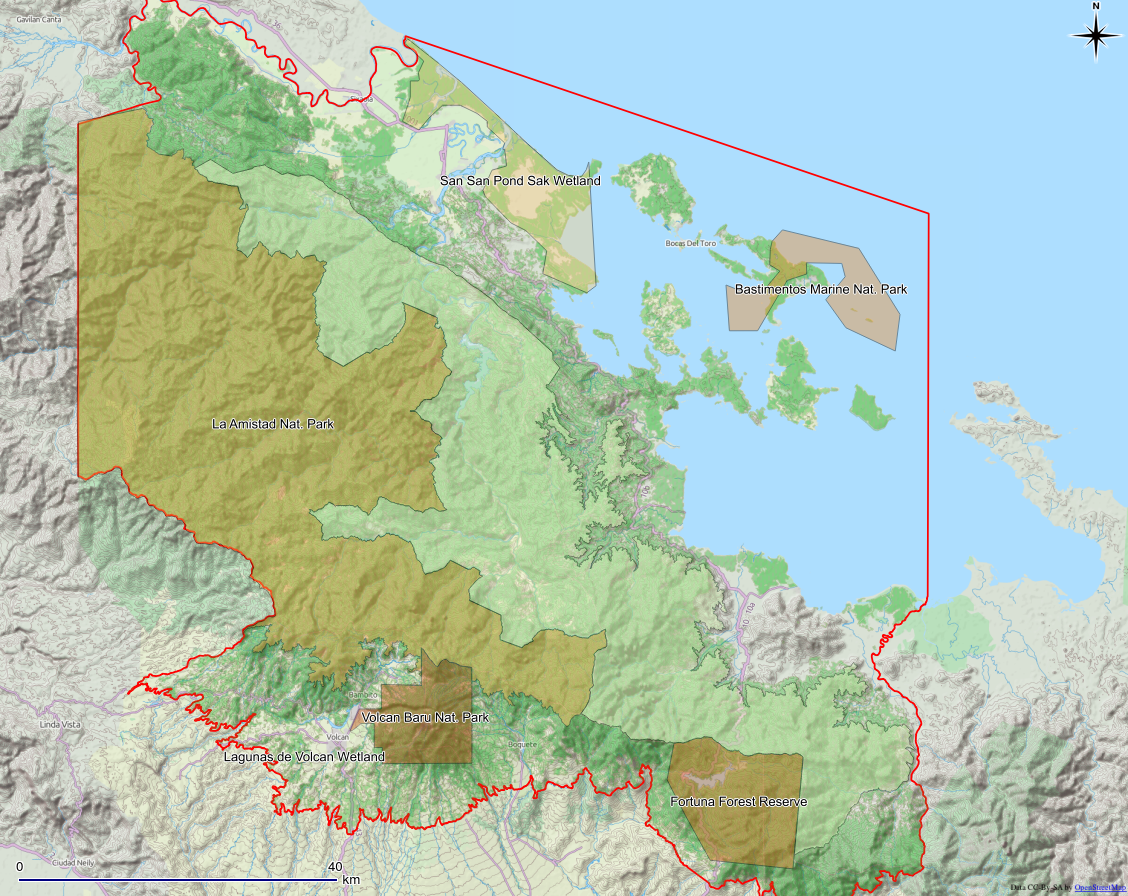
Carte des parcs nationaux du Nord-Est du Panama.

L'ascension du volcan Barú s'effectue à partir des villages de Boquete, à l'est, de Volcán, à l'ouest ou de Cerro Punta, au nord. Elle est considérée comme facilement accessible. L'un des chemins les plus courus du pays est le sentier du Quetzal, qui mène au sommet en permettant d'apercevoir les quetzals resplendissants. Les nombreux cours d'eau sur les flancs du volcan attirent aussi les amateurs de kayak ou de rafting.
En raison de la hauteur du massif montagneux et de la relative étroitesse du pays, il est possible, par temps clair, d'apercevoir, de la cime du Barú, à la fois l'océan Pacifique et la mer des Caraïbes.
Le versant septentrional du volcan fait partie du parc national qui porte son nom (es), créé en 1976, d'une étendue de 14 322 ha.